# Pansinusite
 Mise en garde médicale
La pansinusite désigne une inflammation, ou une infection[réf. souhaitée] de la muqueuse de plusieurs des quatre types de sinus de la face (maxillaire, frontal, sphénoïdal ou ethmoïdal) que comporte le corps humain. On parle de sinusite lorsqu'un seul de ces quatre types de sinus est atteint,,.